# Lagos de Baiau
Los lagos de Baiau (en catalán estanys de Baiau) son un par de lagos en la provincia de Lérida, en España aproximadamente a 1 kilómetro de la frontera con el principado de Andorra. Los lagos están rodeados por varias montañas notables de los Pirineos, incluyendo el Pico de Baiau y Coma Pedrosa (la montaña más alta de Andorra) al este, y el Pico de Sanfonts hacia el sur. Ambos son drenados por río de Baiau, un afluente del Barranc de Arcalís.
En sus cercanías se encuentra uno de los refugios libres más espectaculares que hay en el Pirineo, siempre muy visitado por senderistas que realizan el GR11.